# Franz Warnking
Franz Warnking (* 20. November 1905 in Oythe (Vechta); † 28. Januar 1991) war ein Bremer Politiker (CDU) und Mitglied der Bremischen Bürgerschaft.

## Biografie
Warnking war als Kaufmann in Bremerhaven tätig.
Er war Mitglied der CDU und von 1945 bis 1953 der erste Vorsitzende des CDU Kreisverbandes Bremerhaven. Vom Februar 1947 bis 1951 war er für Bremerhaven Mitglied der ersten und zweiten gewählten Bremischen Bürgerschaft und in Deputationen der Bürgerschaft tätig.